# エンシェント室内管弦楽団
エンシェント室内管弦楽団（The Academy of Ancient Music［略称AAM］）は、イギリスのオリジナル楽器オーケストラ。英語名は「古楽のアカデミー」を意味する（「アカデミー」には、「楽団」の意味はないのだが、日本では慣習として表記のように呼ばれる）。

## 概要
1973年にチェンバロ奏者ならびに指揮者のクリストファー・ホグウッドによって創設された。18世紀から19世紀初頭の音楽までを古楽器で演奏することを目的としている。英語の名称は直訳すると「古楽アカデミー」であるが、これは、1726年にロンドンで作曲家のペープシュらにより創立された、17世紀以前の音楽を研究・演奏するための同名の団体にちなんでいる。
エンシェント室内管弦楽団は、モーツァルトの交響曲全集と、ベートーヴェンの交響曲全集およびピアノ協奏曲全集の録音がとりわけ名高いが、古典派だけでなく、ヴィヴァルディやテレマン、バッハ、ジェミニアーニなどのバロック音楽にもまとまった録音がある。器楽曲のほかに、併設の合唱団や聖歌隊を起用して、宗教曲などの合唱曲やオラトリオ、カンタータ、歌劇（パーセル、ヘンデル、ハイドン、モーツァルト）なども幅広く演奏・録音してきた。
ホグウッドの客演指揮者としての活動範囲が広がるにつれ、1996年よりオーボエ奏者のポール・グッドウィンが次席指揮者に、ヴァイオリン奏者のアンドルー・マンゼが准音楽監督に任命されている（マンゼは2003年にイングリッシュ・コンサートの音楽監督に就任のため退団している）。ポール・グッドウィンのもとで、シュッツと同時代のクリスマス音楽や、モーツァルトのジングシュピール《ツァイーデ》が録音された。また、この体制により、ジョン・タヴナーの古楽器のための一連の作品においても、演奏や録音を行なっている。
楽団員は室内楽の演奏・録音にも意欲的で、モーツァルトやウェーバーのクラリネット五重奏曲やベートーヴェンの七重奏曲、シューベルトの八重奏曲やピアノ五重奏曲《ます》なども録音している。
楽団とモーツァルトの協奏曲を録音したロバート・レヴィンとは、モーツァルトとベートーヴェンのフォルテピアノと管楽器のための五重奏曲も録音した。
2006年にチェンバロ奏者のリチャード・エガーが音楽監督に任命され、創設者のホグウッドは逝去するまで名誉音楽監督の地位にあった。